# Życie na kredycie
Życie na kredycie – trzeci album studyjny polskiej grupy muzycznej WWO. Wydawnictwo ukazało się 14 listopada 2005 roku nakładem wytwórni muzycznej Prosto. Głównym twórcą i autorem koncepcji płyty był Jędker. Równolegle do sprzedaży trafił album Witam was w rzeczywistości zrealizowany według pomysłu Sokoła.
Materiał został wyprodukowany przez Toma Meyera. Z kolei wśród gości znaleźli się Pono i Jaźwa z ZIP Składu, Bastek i Foster z PCP, Włodi, Soundkail, Black E-Starr, Toma, Orion, Kontrafakt, śpiewająca Iza Puk oraz znany z telewizji lektor Tomasz Knapik. Produkcją bitów zajęli się: Jędker, L.A.B.Z., Zoober Slimm, Bastek, The Horsemen, Sidney Polak, Żusto i DJ Wich. Płytę promowały utwory "Minorum Gentium" i "I tak to osiągnę", do których zostały nakręcone teledyski.
Nagrania dotarły do 18. miejsca zestawienia OLiS. W październiku 2011 roku płyta uzyskała certyfikat złotej.

## Lista utworów
Opracowano na podstawie materiału źródłowego.
1. "Uwaga !!!"
2. "Minorum Gentium"
3. "Wszystko w naszych rękach" (gośc. Hudy, Dolores)
4. "Moc do pracy"
5. "Nie chcesz...?"
6. "Energia"
7. "Życie na kredycie" (gośc. Black E-Starr)
8. "O, nie..."
9. "Tylko my"
10. "Rewolucja" (gośc. Jaźwa)
11. "Pół na pół (50/50)"
12. "Różnica Jest" (gośc. Pono)
13. "I tak to osiągnę" (gośc. Orion, Włodi, Kontrafakt, Soundkail)
14. "Nim" (gośc. Iza Puk)
15. "Intensywny tryb życia" (gośc. Toma)
16. "Afisz"
17. "Mamona, dziwka" (gośc. Bastek, Foster)
18. "Nigdy więcej..."
19. "O! Lśnienie"
20. "Mogłem być..."
21. "Taki kraj"
22. "Granice wytrzymałości"
23. "Pamiętaj zgredziu..."

Singel
| I tak to osiągnę |
| --- |
| 1. "I tak to osiągnę" (Radio Edit) (feat. Włodi, Orion, Kontrafakt, Soundkail) 2. "I tak to osiągnę" (Original) (feat. Włodi, Orion, Kontrafakt, Soundkail) |